# Olympische Sommerspiele 2020/Teilnehmer (Irland)
| Gelbes Symbol für Goldmedaillen mit stilisierten Olympischen Ringen | Graues Symbol für Silbermedaillen mit stilisierten Olympischen Ringen | Braundes Symbol für Bronzemedaillen mit stilisierten Olympischen Ringen |
| ------------------------------------------------------------------- | --------------------------------------------------------------------- | ----------------------------------------------------------------------- |
| 2                                                                   | —                                                                     | 2                                                                       |

Irland nahm an den Olympischen Spielen 2020 in Tokio mit 120 Sportlern in 19 Sportarten teil. Es war die insgesamt 22. Teilnahme an Olympischen Sommerspielen.

## Medaillengewinner

### Gold
| Name                           | Sportart | Wettkampf                          |
| ------------------------------ | -------- | ---------------------------------- |
| Kellie Harrington              | Boxen    | Leichtgewicht bis 60 kg (Frauen)   |
| Fintan McCarthy Paul O’Donovan | Rudern   | Leichtgewichts-Doppelzweier Männer |

### Bronze
| Name                                                  | Sportart | Wettkampf                        |
| ----------------------------------------------------- | -------- | -------------------------------- |
| Aidan Walsh                                           | Boxen    | Weltergewicht bis 69 kg (Männer) |
| Aifric Keogh Eimear Lambe Fiona Murtagh Emily Hegarty | Rudern   | Vierer ohne Steuerfrau           |

## Teilnehmer nach Sportarten

### Badminton
| Athleten    | Wettbewerb | Gruppenphase   | Gruppenphase              | Gruppenphase | Gruppenphase | Achtelfinale  | Achtelfinale  | Viertelfinale | Viertelfinale | Halbfinale    | Halbfinale    | Finale        | Finale        | Rang |
| Athleten    | Wettbewerb | Gegner         | Ergebnis                  | Punkte       | Rang         | Gegner        | Ergebnis      | Gegner        | Ergebnis      | Gegner        | Ergebnis      | Gegner        | Ergebnis      | Rang |
| ----------- | ---------- | -------------- | ------------------------- | ------------ | ------------ | ------------- | ------------- | ------------- | ------------- | ------------- | ------------- | ------------- | ------------- | ---- |
| Männer      |            |                |                           |              |              |               |               |               |               |               |               |               |               |      |
| Nhat Nguyen | Einzel     | N. Karunaratne | 2:0 (21:16, 21:14)        | 87:90        | 2            | ausgeschieden | ausgeschieden | ausgeschieden | ausgeschieden | ausgeschieden | ausgeschieden | ausgeschieden | ausgeschieden | 15   |
| Nhat Nguyen | Einzel     | Wang Z.-W.     | 1:2 (12:21, 21:18, 12:21) | 87:90        | 2            | ausgeschieden | ausgeschieden | ausgeschieden | ausgeschieden | ausgeschieden | ausgeschieden | ausgeschieden | ausgeschieden | 15   |

### Boxen
| Athleten          | Wettbewerb                  | 1. Runde     | 1. Runde | Achtelfinale    | Achtelfinale  | Viertelfinale | Viertelfinale | Halbfinale    | Halbfinale    | Finale        | Finale        | Rang   |
| Athleten          | Wettbewerb                  | Gegner       | Ergebnis | Gegner          | Ergebnis      | Gegner        | Ergebnis      | Gegner        | Ergebnis      | Gegner        | Ergebnis      | Rang   |
| ----------------- | --------------------------- | ------------ | -------- | --------------- | ------------- | ------------- | ------------- | ------------- | ------------- | ------------- | ------------- | ------ |
| Frauen            |                             |              |          |                 |               |               |               |               |               |               |               |        |
| Michaela Walsh    | Federgewicht bis 57 kg      | Freilos      | Freilos  | I. Testa        | 0:5           | ausgeschieden | ausgeschieden | ausgeschieden | ausgeschieden | ausgeschieden | ausgeschieden | 9      |
| Kellie Harrington | Leichtgewicht bis 60 kg     | Freilos      | Freilos  | R. Nicoli       | 5:0           | I. Khelif     | 5:0           | S. Seesondee  | 3:2           | B. Ferreira   | 3:2           | Gold   |
| Aoife O’Rourke    | Mittelgewicht bis 75 kg     | —            | —        | Li Q.           | 0:5           | ausgeschieden | ausgeschieden | ausgeschieden | ausgeschieden | ausgeschieden | ausgeschieden | 9      |
| Männer            |                             |              |          |                 |               |               |               |               |               |               |               |        |
| Brendan Irvine    | Fliegengewicht bis 52 kg    | Carlo Paalam | 1:4      | ausgeschieden   | ausgeschieden | ausgeschieden | ausgeschieden | ausgeschieden | ausgeschieden | ausgeschieden | ausgeschieden | 17     |
| Kurt Walker       | Federgewicht bis 57 kg      | J. Quiles    | 5:0      | M. Mirzahalilov | 4:1           | D. Ragan      | 2:3           | ausgeschieden | ausgeschieden | ausgeschieden | ausgeschieden | 5      |
| Aidan Walsh       | Weltergewicht bis 69 kg     | Freilos      | Freilos  | A. Mengue       | 5:0           | M. Clair      | 4:1           | P. McCormack  | verletzt      | ausgeschieden | ausgeschieden | Bronze |
| Emmett Brennan    | Halbschwergewicht bis 81 kg | D. Roʻzmetov | 0:5      | ausgeschieden   | ausgeschieden | ausgeschieden | ausgeschieden | ausgeschieden | ausgeschieden | ausgeschieden | ausgeschieden | 17     |

### Hockey
| Wettbewerb    | Frauen (Spiele/Tore) |
| ------------- | --- |
| Athleten      | (TW) Ayeisha McFerran (5/0) Chloe Watkins (5/0) Hannah Matthews (5/0) Sarah Torrans (4/1) Nicola Daly (4/0) Róisín Upton (5/1) Hannah McLoughlin (5/1) Deirdre Duke (5/0) Kathryn Mullan (5/0) Shirley McCay (5/0) Sarah Hawkshaw (5/0) Elena Tice (5/1) Naomi Carroll (3/0) Lizzy Holden (5/0) Sarah McAulay (5/0) Anna O’Flanagan (5/0) Michelle Carey (2/0) Zara Malseed (2/0) |
| Trainer       | Sean Dancer |
| Gruppenphase  | Südafrika (2:0) Niederlande (0:4) Deutschland (2:4) Indien (0:1) Großbritannien (0:2) |
| Viertelfinale | ausgeschieden |
| Halbfinale    | ausgeschieden |
| Finale        | ausgeschieden |
| Platzierung   | 10. Platz |

### Golf
| Athleten         | Runde 1 | Runde 2 | Runde 3 | Runde 4 | Gesamt | Par | Rang |
| ---------------- | ------- | ------- | ------- | ------- | ------ | --- | ---- |
| Frauen           |         |         |         |         |        |     |      |
| Leona Maguire    | 71      | 67      | 70      | 71      | 279    | −5  | 23   |
| Stephanie Meadow | 72      | 66      | 68      | 66      | 272    | −12 | 7    |
| Männer           |         |         |         |         |        |     |      |
| Shane Lowry      | 70      | 65      | 68      | 71      | 274    | −10 | 22   |
| Rory McIlroy     | 69      | 66      | 67      | 67      | 269    | −15 | 4    |

### Judo
| Athleten          | Wettbewerb | 1. Runde    | 1. Runde | 2. Runde | 2. Runde | Achtelfinale  | Achtelfinale  | Viertelfinale | Viertelfinale | Halbfinale / Trostrunde | Halbfinale / Trostrunde | Finale / Platz 3 | Finale / Platz 3 | Rang |
| Athleten          | Wettbewerb | Gegner      | Ergebnis | Gegner   | Ergebnis | Gegner        | Ergebnis      | Gegner        | Ergebnis      | Gegner                  | Ergebnis                | Gegner           | Ergebnis         | Rang |
| ----------------- | ---------- | ----------- | -------- | -------- | -------- | ------------- | ------------- | ------------- | ------------- | ----------------------- | ----------------------- | ---------------- | ---------------- | ---- |
| Frauen            |            |             |          |          |          |               |               |               |               |                         |                         |                  |                  |      |
| Megan Fletcher    | bis 70 kg  | M. Polleres | 0s2:1s1  | —        | —        | ausgeschieden | ausgeschieden | ausgeschieden | ausgeschieden | ausgeschieden           | ausgeschieden           | ausgeschieden    | ausgeschieden    | 17   |
| Männer            |            |             |          |          |          |               |               |               |               |                         |                         |                  |                  |      |
| Benjamin Fletcher | bis 100 kg | M. Xurramov | 0s1:1s1  | —        | —        | ausgeschieden | ausgeschieden | ausgeschieden | ausgeschieden | ausgeschieden           | ausgeschieden           | ausgeschieden    | ausgeschieden    | 17   |

### Kanu

#### Kanuslalom
| Athleten   | Wettbewerb | Vorlauf  | Vorlauf | Halbfinale | Halbfinale | Finale        | Finale        | Rang |
| Athleten   | Wettbewerb | Zeit     | Rang    | Zeit       | Rang       | Zeit          | Rang          | Rang |
| ---------- | ---------- | -------- | ------- | ---------- | ---------- | ------------- | ------------- | ---- |
| Männer     |            |          |         |            |            |               |               |      |
| Liam Jegou | C-1        | 104,40 s | 11      | 208,39 s   | 15         | ausgeschieden | ausgeschieden | 15   |

### Leichtathletik
Laufen und Gehen 
| Athleten                | Wettbewerb       | Runde 1     | Runde 1 | Halbfinale    | Halbfinale    | Finale        | Finale        | Rang          |
| Athleten                | Wettbewerb       | Zeit        | Rang    | Zeit          | Rang          | Zeit          | Rang          | Rang          |
| ----------------------- | ---------------- | ----------- | ------- | ------------- | ------------- | ------------- | ------------- | ------------- |
| Frauen                  |                  |             |         |               |               |               |               |               |
| Phil Healy              | 200 m            | 23,21 s     | 5       | ausgeschieden | ausgeschieden | ausgeschieden | ausgeschieden | ausgeschieden |
| Phil Healy              | 400 m            | 51,98 s     | 4       | ausgeschieden | ausgeschieden | ausgeschieden | ausgeschieden | ausgeschieden |
| Síofra Cléirigh Büttner | 800 m            | 2:04,62 min | 7       | ausgeschieden | ausgeschieden | ausgeschieden | ausgeschieden | ausgeschieden |
| Nadia Power             | 800 m            | 2:03,74 min | 7       | ausgeschieden | ausgeschieden | ausgeschieden | ausgeschieden | ausgeschieden |
| Louise Shanahan         | 800 m            | 2:03,57 min | 7       | ausgeschieden | ausgeschieden | ausgeschieden | ausgeschieden | ausgeschieden |
| Sarah Healy             | 1500 m           | 4:09,78 min | 11      | ausgeschieden | ausgeschieden | ausgeschieden | ausgeschieden | ausgeschieden |
| Ciara Mageean           | 1500 m           | 4:07,29 min | 10      | ausgeschieden | ausgeschieden | ausgeschieden | ausgeschieden | ausgeschieden |
| Sarah Lavin             | 100 m Hürden     | 13,16 s     | 7       | ausgeschieden | ausgeschieden | ausgeschieden | ausgeschieden | ausgeschieden |
| Michelle Finn           | 3000 m Hindernis | 9:36,26 min | 9       | —             | —             | ausgeschieden | ausgeschieden | ausgeschieden |
| Eilish Flanagan         | 3000 m Hindernis | 9:34,86 min | 12      | —             | —             | ausgeschieden | ausgeschieden | ausgeschieden |
| Aoife Cooke             | Marathon         | —           | —       | —             | —             | DNF           | DNF           | DNF           |
| Fionnuala McCormack     | Marathon         | —           | —       | —             | —             | 2:34:09 h     | 25            | 25            |
| Männer                  |                  |             |         |               |               |               |               |               |
| Marcus Lawler           | 200 m            | 20,73 s     | 6       | ausgeschieden | ausgeschieden | ausgeschieden | ausgeschieden | ausgeschieden |
| Leon Reid               | 200 m            | 20,53 s     | 5       | 20,54 s       | 7             | ausgeschieden | ausgeschieden | ausgeschieden |
| Mark English            | 800 m            | 1:46,75 min | 4       | ausgeschieden | ausgeschieden | ausgeschieden | ausgeschieden | ausgeschieden |
| Andrew Coscoran         | 1500 m           | 3:37,11 min | 8       | 3:35,84 min   | 10            | ausgeschieden | ausgeschieden | ausgeschieden |
| Thomas Barr             | 400 m Hürden     | 49,02 s     | 2       | 48,26 s       | 4             | ausgeschieden | ausgeschieden | ausgeschieden |
| David Kenny             | 20 km Gehen      | —           | —       | —             | —             | 1:26:54 h     | 29            | 29            |
| Brendan Boyce           | 50 km Gehen      | —           | —       | —             | —             | 3:53:40 h     | 10            | 10            |
| Alex Wright             | 50 km Gehen      | —           | —       | —             | —             | 4:06:20 h     | 29            | 29            |
| Paul Pollock            | Marathon         | —           | —       | —             | —             | 2:27:48 h     | 71            | 71            |
| Stephen Scullion        | Marathon         | —           | —       | —             | —             | DNF           | DNF           | DNF           |
| Kevin Seaward           | Marathon         | —           | —       | —             | —             | 2:21:45 h     | 58            | 58            |

### Moderner Fünfkampf
| Athleten      | Fechten | Fechten | Schwimmen   | Schwimmen | Reiten   | Reiten | Combined     | Combined | Punkte | Rang |
| Athleten      | Bilanz  | Punkte  | Zeit        | Punkte    | Zeit     | Punkte | Zeit         | Punkte   | Punkte | Rang |
| ------------- | ------- | ------- | ----------- | --------- | -------- | ------ | ------------ | -------- | ------ | ---- |
| Frauen        |         |         |             |           |          |        |              |          |        |      |
| Natalya Coyle | 23+1    | 239     | 2:13,88 min | 283       | 109,81 s | 234    | 13:08,51 min | 512      | 1268   | 24   |

### Radsport

#### Straße
| Athleten      | Wettbewerb       | Zeit         | Rang |
| ------------- | ---------------- | ------------ | ---- |
| Männer        |                  |              |      |
| Eddie Dunbar  | Straßenrennen    | 6:21:46 h    | 76   |
| Daniel Martin | Straßenrennen    | 6:09:04 h    | 16   |
| Nicolas Roche | Straßenrennen    | 6:21:46 h    | 75   |
| Nicolas Roche | Einzelzeitfahren | 1:01:23,13 h | 28   |

#### Bahn
| Frauen                     |         |      |     |    |
| Emily Kay Shannon McCurley | Madison | – 40 | DNF | 13 |
| Männer                     |         |      |     |    |
| Felix English Mark Downey  | Madison | – 40 | DNF | 12 |

Omnium
| Frauen      |        |    |    |    |    |    |    |   |    |    |    |
| Emily Kay   | Omnium | 16 | 13 | 16 | 13 | 24 | 9  | 0 | 15 | 56 | 13 |
| Männer      |        |    |    |    |    |    |    |   |    |    |    |
| Mark Downey | Omnium | 10 | 16 | 4  | 19 | 4  | 19 | 0 | 9  | 18 | 17 |

### Reiten

#### Dressurreiten
| Athleten                   | Wettbewerb | Prozent    | Prozent       | Rang |
| Athleten                   | Wettbewerb | Grand Prix | GP Kür        | Rang |
| -------------------------- | ---------- | ---------- | ------------- | ---- |
| Heike Holstein mit Sambuca | Einzel     | 68,432 %   | ausgeschieden | 37   |

#### Springreiten
| Athleten                                                                               | Wettbewerb | Strafpunkte   | Strafpunkte   | Strafpunkte   | Strafpunkte   | Strafpunkte   | Strafpunkte   | Rang |
| Athleten                                                                               | Wettbewerb | Einzelwertung | Einzelwertung | Einzelwertung | Nationenpreis | Nationenpreis | Nationenpreis | Rang |
| Athleten                                                                               | Wettbewerb | 1. Umlauf     | 2. Umlauf     | Stechen       | 1. Umlauf     | 2. Umlauf     | Stechen       | Rang |
| -------------------------------------------------------------------------------------- | ---------- | ------------- | ------------- | ------------- | ------------- | ------------- | ------------- | ---- |
| Bertram Allen mit Pacino Amiro                                                         | Einzel     | 0,00          | 8,00          | —             | —             | —             | —             | 15   |
| Darragh Kenny mit Cartello                                                             | Einzel     | 0,00          | 8,00          | —             | —             | —             | —             | 17   |
| Cian O’Connor mit Kilkenny                                                             | Einzel     | 0,00          | 1,00          | —             | —             | —             | —             | 7    |
| Bertram Allen mit Pacino Amiro Darragh Kenny mit Cartello Shane Sweetnam mit Alejandro | Mannschaft | —             | —             | —             | ausgeschieden | ausgeschieden | ausgeschieden | 17   |

#### Vielseitigkeitsreiten
| Athleten                                                                                     | Wettbewerb | Minuspunkte Dressur | Minuspunkte Gelände | Minuspunkte Springen | Minuspunkte Springen | Minuspunkte Gesamt | Rang |
| -------------------------------------------------------------------------------------------- | ---------- | ------------------- | ------------------- | -------------------- | -------------------- | ------------------ | ---- |
| Sarah Ennis mit Woodcourt Garrison                                                           | Einzel     | 38,10               | 37,60               | 4,00                 | ausgeschieden        | 79,70              | 36   |
| Austin O’Connor mit Colorado Blue                                                            | Einzel     | 38,00               | 0,00                | 4,00                 | 4,00                 | 46,00              | 13   |
| Sam Watson mit Flamenco                                                                      | Einzel     | 34,30               | 13,00               | 8,00                 | ausgeschieden        | 55,30              | 30   |
| Sarah Ennis mit Woodcourt Garrison Austin O’Connor mit Colorado Blue Sam Watson mit Flamenco | Mannschaft | 110,40              | 50,60               | 16,00                | —                    | 177,00             | 8    |

### Rudern
| Athleten                                              | Wettbewerb                  | Vorlauf     | Vorlauf | Vorlauf       | Hoffnungslauf / Viertelfinale | Hoffnungslauf / Viertelfinale | Hoffnungslauf / Viertelfinale | Halbfinale     | Halbfinale | Halbfinale    | Finale      | Finale | Rang   |
| Athleten                                              | Wettbewerb                  | Zeit        | Platz   | Qualifikation | Zeit                          | Platz                         | Qualifikation                 | Zeit           | Platz      | Qualifikation | Zeit        | Platz  | Rang   |
| ----------------------------------------------------- | --------------------------- | ----------- | ------- | ------------- | ----------------------------- | ----------------------------- | ----------------------------- | -------------- | ---------- | ------------- | ----------- | ------ | ------ |
| Frauen                                                |                             |             |         |               |                               |                               |                               |                |            |               |             |        |        |
| Sanita Pušpure                                        | Einer                       | 7:46,08 min | 1       | Viertelfinale | 7:58,30 min                   | 1                             | Halbfinale A/B                | 7:34,40 min    | 5          | Finale B      | DNS         | 6      | 12     |
| Aoife Casey Margaret Cremen                           | Leichtgewichts-Doppelzweier | 7:17,67 min | 5       | Hoffnungslauf | 7:23,46 min                   | 3                             | Halbfinale                    | 6:49,24 min    | 5          | Finale B      | 6:49,90 min | 2      | 8      |
| Aileen Crowley Monika Dukarska                        | Zweier ohne Steuerfrau      | 7:24,71 min | 4       | Hoffnungslauf | 7:31,99 min                   | 3                             | Halbfinale                    | 7:06,07 min    | 5          | Finale B      | 7:02,22 min | 5      | 11     |
| Aifric Keogh Eimear Lambe Fiona Murtagh Emily Hegarty | Vierer ohne Steuerfrau      | 6:28,99 min | 2       | Finale        | –                             | –                             | –                             | —              | —          | —             | 6:20,46 min | 3      | Bronze |
| Männer                                                |                             |             |         |               |                               |                               |                               |                |            |               |             |        |        |
| Ronan Byrne Philip Doyle                              | Doppelzweier                | 6:14,40 min | 4       | Hoffnungslauf | 6:29,90 min                   | 3                             | Halbfinale                    | 6:49,06 min    | 6          | Finale B      | 6:16,89 min | 4      | 10     |
| Fintan McCarthy Paul O’Donovan                        | Leichtgewichts-Doppelzweier | 6:23,74 min | 1       | Halbfinale    | –                             | –                             | –                             | 6:05,33 min WR | 1          | Finale A      | 6:06,43 min | 1      | Gold   |

### 7er-Rugby
| Wettbewerb         | Männer |
| ------------------ | --- |
| Athleten           | Jack Kelly Adam Leavy Harry McNulty Foster Horan Ian Fitzpatrick Billy Dardis Jordan Conroy Greg O’Shea Mark Roche Terry Kennedy Hugo Lennox Gavin Mullin Bryan Mollen |
| Trainer            | Anthony Eddy |
| Gruppenphase       | Südafrika (14:33) Vereinigte Staaten (17:19) Kenia (12:7) |
| Viertelfinale      | ausgeschieden |
| Halbfinale         | ausgeschieden |
| Finale             | ausgeschieden |
| Platzierungsspiele | Südkorea (31:0) Kenia (0:22) |
| Platzierung        | 10 |

### Schießen
| Athleten      | Wettbewerb | Qualifikation   | Qualifikation | Finale          | Finale        | Ringe/ Scheiben | Rang |
| Athleten      | Wettbewerb | Ringe/ Scheiben | Rang          | Ringe/ Scheiben | Rang          | Ringe/ Scheiben | Rang |
| ------------- | ---------- | --------------- | ------------- | --------------- | ------------- | --------------- | ---- |
| Männer        |            |                 |               |                 |               |                 |      |
| Derek Burnett | Trap       | 118             | 26            | ausgeschieden   | ausgeschieden | 118             | 26   |

### Schwimmen
| Athleten                                              | Wettbewerb                 | Vorlauf         | Vorlauf | Halbfinale    | Halbfinale    | Finale        | Finale        | Rang |
| Athleten                                              | Wettbewerb                 | Zeit            | Rang    | Zeit          | Rang          | Zeit          | Rang          | Rang |
| ----------------------------------------------------- | -------------------------- | --------------- | ------- | ------------- | ------------- | ------------- | ------------- | ---- |
| Frauen                                                |                            |                 |         |               |               |               |               |      |
| Danielle Hill                                         | 50 m Freistil              | 25,70 s         | 33      | ausgeschieden | ausgeschieden | ausgeschieden | ausgeschieden | 33   |
| Mona McSharry                                         | 100 m Brust                | 1:06,39 min     | 9       | 1:06,59 min   | 8             | 1:06,94 min   | 8             | 8    |
| Mona McSharry                                         | 200 m Brust                | 2:25,08 min NR  | 20      | ausgeschieden | ausgeschieden | ausgeschieden | ausgeschieden | 20   |
| Danielle Hill                                         | 100 m Rücken               | 1:00,86 min     | 25      | ausgeschieden | ausgeschieden | ausgeschieden | ausgeschieden | 25   |
| Ellen Walshe                                          | 100 m Schmetterling        | 59,35 s         | 24      | ausgeschieden | ausgeschieden | ausgeschieden | ausgeschieden | 24   |
| Ellen Walshe                                          | 200 m Lagen                | 2:13,34 min     | 19      | ausgeschieden | ausgeschieden | ausgeschieden | ausgeschieden | 19   |
| Männer                                                |                            |                 |         |               |               |               |               |      |
| Daniel Wiffen                                         | 800 m Freistil             | 7:51,65 min NR  | 14      | —             | —             | ausgeschieden | ausgeschieden | 14   |
| Daniel Wiffen                                         | 1500 m Freistil            | 15:07,96 min NR | 20      | —             | —             | ausgeschieden | ausgeschieden | 20   |
| Darragh Greene                                        | 100 m Brust                | 1:00,30 min     | 29      | ausgeschieden | ausgeschieden | ausgeschieden | ausgeschieden | 29   |
| Darragh Greene                                        | 200 m Brust                | 2:11,09 min     | 23      | ausgeschieden | ausgeschieden | ausgeschieden | ausgeschieden | 23   |
| Shane Ryan                                            | 100 m Schmetterling        | 52,52 s NR      | 37      | ausgeschieden | ausgeschieden | ausgeschieden | ausgeschieden | 37   |
| Brendan Hyland                                        | 200 m Schmetterling        | 1:57,09 min     | 23      | ausgeschieden | ausgeschieden | ausgeschieden | ausgeschieden | 23   |
| Brendan Hyland Finn McGeever Jack McMillan Shane Ryan | 4 × 200 m Freistil-Staffel | 7:15,48 min     | 14      | —             | —             | ausgeschieden | ausgeschieden | 14   |

### Segeln
| Athleten                      | Wettbewerb   | Qualifikation | Qualifikation | Medal Race    | Medal Race    | Punkte | Rang |
| Athleten                      | Wettbewerb   | Punkte        | Rang          | Punkte        | Rang          | Punkte | Rang |
| ----------------------------- | ------------ | ------------- | ------------- | ------------- | ------------- | ------ | ---- |
| Frauen                        |              |               |               |               |               |        |      |
| Annalise Murphy               | Laser Radial | 160           | 18            | ausgeschieden | ausgeschieden | 160    | 18   |
| Männer                        |              |               |               |               |               |        |      |
| Robert Dickson Sean Waddilove | 49er         | 112           | 13            | ausgeschieden | ausgeschieden | 112    | 13   |

### Taekwondo
| Athleten     | Wettbewerb | Achtelfinale | Achtelfinale | Viertelfinale | Viertelfinale | Hoffnungsrunde Halbfinale | Hoffnungsrunde Halbfinale | Halbfinale    | Halbfinale    | Hoffnungsrunde Finale | Hoffnungsrunde Finale | Finale        | Finale        | Rang |
| Athleten     | Wettbewerb | Gegner       | Ergebnis     | Gegner        | Ergebnis      | Gegner                    | Ergebnis                  | Gegner        | Ergebnis      | Gegner                | Ergebnis              | Gegner        | Ergebnis      | Rang |
| ------------ | ---------- | ------------ | ------------ | ------------- | ------------- | ------------------------- | ------------------------- | ------------- | ------------- | --------------------- | --------------------- | ------------- | ------------- | ---- |
| Männer       |            |              |              |               |               |                           |                           |               |               |                       |                       |               |               |      |
| Jack Woolley | bis 58 kg  | L. Guzmán    | 19:22        | ausgeschieden | ausgeschieden | ausgeschieden             | ausgeschieden             | ausgeschieden | ausgeschieden | ausgeschieden         | ausgeschieden         | ausgeschieden | ausgeschieden | 11   |

### Triathlon
| Athleten      | Wettbewerb | Zeit      | Rang |
| ------------- | ---------- | --------- | ---- |
| Frauen        |            |           |      |
| Carolyn Hayes | Einzel     | 2:02:10 h | 23   |
| Männer        |            |           |      |
| Russell White | Einzel     | 1:54:40 h | 48   |

### Turnen

#### Gerätturnen
| Athleten         | Wettbewerb       | Qualifikation | Qualifikation | Finale        | Finale        | Rang |
| Athleten         | Wettbewerb       | Punkte        | Rang          | Punkte        | Rang          | Rang |
| ---------------- | ---------------- | ------------- | ------------- | ------------- | ------------- | ---- |
| Frauen           |                  |               |               |               |               |      |
| Megan Ryan       | Boden            | 12,000        | 72            | ausgeschieden | ausgeschieden | 72   |
| Megan Ryan       | Schwebebalken    | 10,466        | 88            | ausgeschieden | ausgeschieden | 88   |
| Megan Ryan       | Stufenbarren     | 11,533        | 76            | ausgeschieden | ausgeschieden | 76   |
| Megan Ryan       | Mehrkampf Einzel | 47,199        | 72            | ausgeschieden | ausgeschieden | 72   |
| Männer           |                  |               |               |               |               |      |
| Rhys McClenaghan | Pauschenpferd    | 15,266        | 2             | 13,100        | 7             | 7    |

### Wasserspringen
| Athleten       | Wettbewerb        | Vorkampf | Vorkampf | Halbfinale    | Halbfinale    | Finale        | Finale        | Rang |
| Athleten       | Wettbewerb        | Punkte   | Rang     | Punkte        | Rang          | Punkte        | Rang          | Rang |
| -------------- | ----------------- | -------- | -------- | ------------- | ------------- | ------------- | ------------- | ---- |
| Frauen         |                   |          |          |               |               |               |               |      |
| Tanya Watson   | Turmspringen 10 m | 289,40   | 16       | 278,15        | 15            | ausgeschieden | ausgeschieden | 15   |
| Männer         |                   |          |          |               |               |               |               |      |
| Oliver Dingley | Kunstspringen 3 m | 335,00   | 25       | ausgeschieden | ausgeschieden | ausgeschieden | ausgeschieden | 25   |